# Huis Wittelsbach

Wapen van het Huis Wittelsbach vanaf 1835

Het huis Wittelsbach is een oud Duits vorstenhuis dat eeuwenlang de graven, hertogen en de koningen van Beieren leverde. Ze regeerden vanuit de Residentie van München.

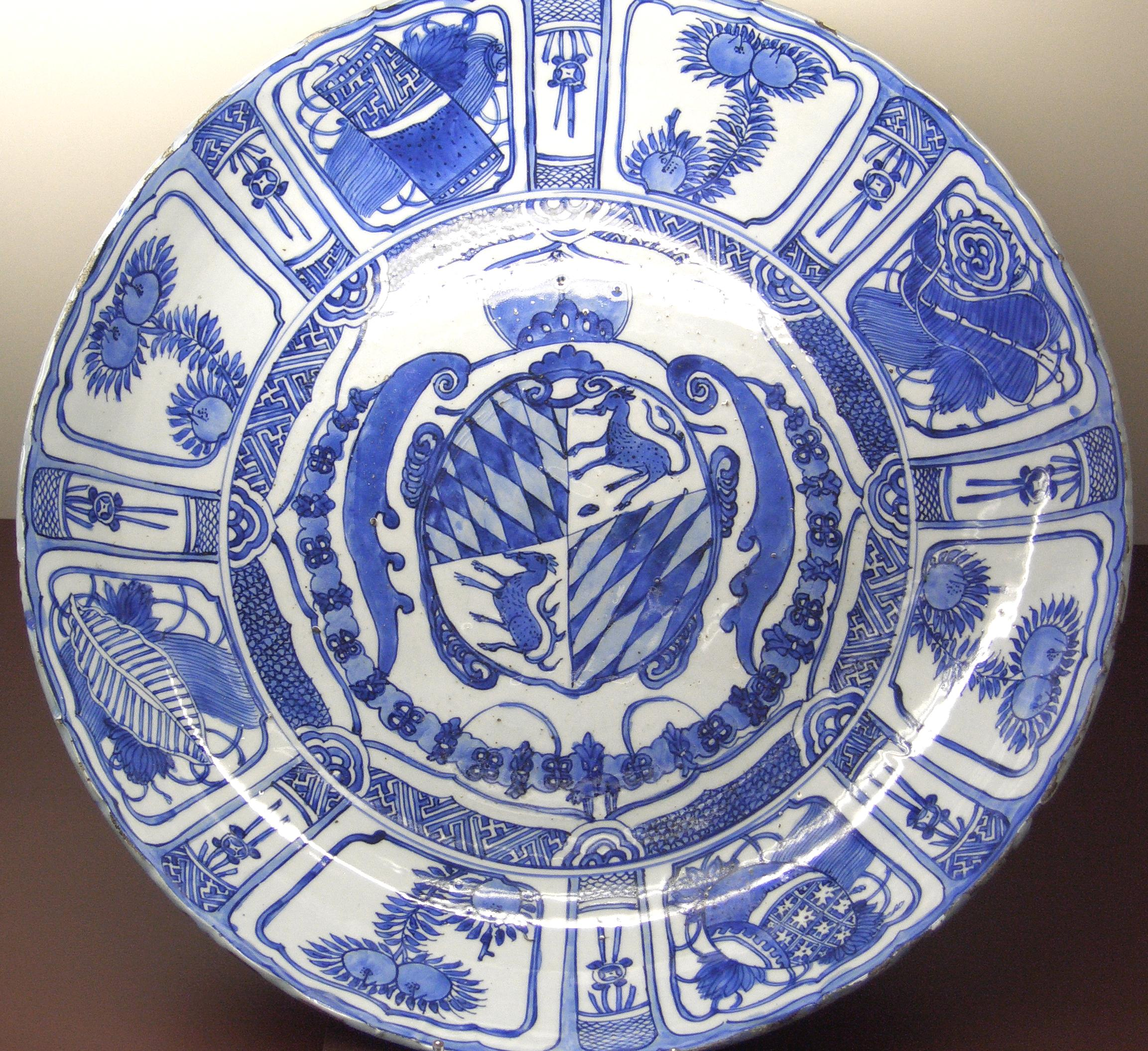
Wanli porselein met familiewapen van de Wittelsbach

De naam is ontleend aan de burcht Wittelsbach bij Aichach in het westen van Beieren. In het jaar 1180 krijgt graaf Otto VI van Wittelsbach het Beierse hertogdom door keizer Frederik I Barbarossa in leen als dank voor goede diensten tijdens de expedities naar Rome. Graaf Otto noemde zich vanaf dat moment hertog Otto I van Wittelsbach. Zijn zoon Lodewijk de Kelheimer huwde de weduwe van de graaf van Bogen. Hierdoor kreeg Beieren het kenmerkende blauw-wit geruite wapen. Lodewijk bouwde ook in Landshut de burcht Trausnitz.
In het jaar 1475 huwde een telg uit het geslacht Wittelsbach, George de Rijke in Landshut met de Poolse koningsdochter Hedwig. Dit huwelijk wordt sinds 1903 elke vier jaar als 'de Landshuter Hochzeit' nagespeeld.
Het geslacht Wittelsbach kenmerkt zich door talloze delingen en samenvoegingen van de verschillende takken, waardoor de bezittingen altijd weer aan een overlevende tak kwamen en bijna nooit verloren gingen. Nog een kenmerk was dat er tamelijk veel psychische stoornissen onder de Wittelbachers voorkwamen. Het bekendste voorbeeld hiervan is koning Lodewijk II van Beieren.

## Belangrijke leden
- Keizer Lodewijk IV de Beier, hij was met Margaretha II van Henegouwen gehuwd.

- Graven van Holland, Zeeland en Henegouwen:
  - Willem V
  - Albrecht van Beieren
  - Willem VI
  - Jacoba van Beieren

- Frederik V van de Palts "de winterkoning" van Bohemen
- Keizer Karel VII
- Koning Lodewijk II van Beieren
- Prinses Sophie van Beieren, aartshertogin van Oostenrijk
- Elisabeth in Beieren, keizerin-gemalin van Oostenrijk, koningin-gemalin van Hongarije
- Marie Sophie in Beieren, laatste koningin-gemalin van het Koninkrijk der Beide Siciliën
- Elisabeth, Koningin der Belgen
- Sophie in Beieren, erfprinses van Liechtenstein
- Koningen van Zweden:
  - Karel X Gustaaf van Zweden
  - Karel XI van Zweden
  - Karel XII van Zweden
  - Ulrike Eleonora van Zweden

## Grafkelders
De meeste leden zijn begraven in verschillende abdijen en kloosters verspreid over Beieren.
Grafkelder Abdij van Andechs
- Prins Albrecht van Beieren
- Prins Koenraad van Beieren
- Prins Constantijn van Beieren

Grafkelder Abdij van Tegernsee
- Hertog Karel Theodoor in Beieren
- Hertog Maximiliaan Jozef in Beieren

Grafkelder Abdij van Scheyern
- hertog Otto I van Beieren
- hertog Otto II van Beieren

Kloosterkerk van de Jezuëten in München -Sint-Michaëlkerk
- Koning Ludwig II
- Koning Otto I van Beieren
- Hertog Willem V van Beieren
- Keurvorst Maximiliaan I
- Prins Alfons Maria van Beieren
- Prins Lodewijk Ferdinand van Beieren
- Prins Frans Maria Luitpold van Beieren

Ascaniërs · Habsburg · Hannover (Welfen) · Hohenzollern · Holstein-Gottorp (Oldenburg) · Liechtenstein1 · Lippe · Nassau-Usingen · Nassau-Weilburg2 · Obotriten · Oldenburg2 · Nassau-Dietz2 · Reuss · Schwarzburg · Waldeck · Welfen · Wettin2 · Wittelsbach · Württemberg · Zähringen

1Regeert thans nog in Liechtenstein. 2Regeert thans nog, maar niet meer over een Duits te noemen land.